# متحف السينما (تونس)
متحف السينما هو متحف تونسي تأسس في 1998 ويقع في تونس العاصمة.

## المحتوى
يقتفي هذا المتحف أثر التطور التقني الذي عرفته السينما في مجالي الصورة والصوت منذ بداية القرن العشرين، وهو يضم مجموعة من معدات السينما تعود إلى سنة 1904. توجد في المتحف قاعة تغطي قاعة ما قبل فترة السينما، عندما كانت تستعمل عروض قره كوز ومسرح الدمى الصقلية، وقد بدأت عروض قره كوز بتونس منذ القرن الرابع عشر باستعمال تقنيات الظل الصينية.

يتعرف الزائر بعد ذلك على التطور التقني للسينما من خلال مجموعة آلات التصوير وأجهزة الكاميرا وأجهزة الأضواء الكاشفة وآلات قراءة الأسطوانات المستعملة خلال عصر السينما الصامتة وكذلك أدوات أخرى نادرة تعود إلى بداية القرن العشرين.

في الطابق الأول توجد قاعة صغيرة مهيأة لعرض الأفلام، كما يمكن للزائر أن يتابع عروض فيديو متواصلة تتمحور حول تاريخ السينما.

## روابط خارجية
- المتاحف: متحف السينما، موقع مدينة تونس.